# Avia BH-8
Avia BH-8 là một mẫu thử máy bay tiêm kích chế tạo ở Tiệp Khắc năm 1923.

## Tính năng kỹ chiến thuật
Đặc điểm tổng quát
- Kíp lái: 1
- Chiều dài: 6.49 m (21 ft 3 in)
- Sải cánh: 9.48 m (31 ft 1 in)
- Chiều cao: 2.77 m (9 ft 1 in)
- Diện tích cánh: 22.1 m2 (238 ft2)
- Trọng lượng rỗng: 843 kg (1.858 lb)
- Trọng lượng có tải: 1.143 kg (2.520 lb)
- Powerplant: 1 × Hispano-Suiza 8Fb Vee-8, 310 kW (231 hp)

Hiệu suất bay
- Vận tốc cực đại: 222 km/h (138 mph)
- Tầm bay: 450 km (280 dặm)
- Trần bay: 8.000 m (26.200 ft)
- Vận tốc lên cao: 5,7 m/s (1.115 ft/phút)

Vũ khí trang bị
- 2 ×.303 Súng máy Vickers